# Dulovicsné Dombi Mária
Dulovicsné Dombi Mária (Szeged, 1937. február 9. – Budapest, 2019. február 4.) magyar építőmérnök, gazdasági-mérnök, főiskolai tanár, tankönyvíró, professor emerita.

## Családja
Anyja Paul Rózsa, apja Dombi Béla, matematikus, középiskolai és egyetemi tanár, testvére Éva (1938). 1959-ben házasságot kötött Kovács Kálmánnal, gyermekük Kálmán (1960). Válását követően 1971-ben házasságot kötött Dulovics Dezsővel, közös gyermekük Dezső (1971), Unokái: Péter (1991), Krisztina (1994), András (2001), dédunoka: Marie (2016).

## Pályafutása
A középiskolát Pécsett, a Pollack Mihály Építőipari Technikumban végezte 1955-ben, magasépítőipari technikusként, kitűnő eredménnyel. 1955-ben felvették az Építőipari és Közlekedési Műszaki Egyetemre. Az 1956-os forradalom az egyetemen érte, amelyben ifjonti hévvel részt is vett és több évfolyamtársának segített a megtorlás elleni menekülésben. Az egyetemen már tanulmányai alatt is közreműködött a tanszéki munkában, melyet 1960-ban fejezett be kiváló eredménnyel, mint okleveles mérnök. 
Az egyetem elvégzését követően a Kohó-és Gépipari Minisztérium Tervező Irodájánál helyezkedett el, mint tervezőmérnök. 1963-ban a tervezőmunkától az oktatás felé fordult. A Budapesti Műszaki Egyetem Vízgazdálkodási Tanszékén dolgozott tanársegédként, majd adjunktusként. A tanulás ekkor sem  hagyta abba, a Budapesti Műszaki Egyetemen építési gazdasági mérnöki oklevelet szerzett. 
1971-ben állást változtatott. Főiskolai docens beosztásban az Ybl Miklós Építőipari Műszaki Főiskola-a Közmű-építési Tanszék vezetője lett. Ekkortól élete ehhez a felsőoktatási intézményhez kötődik, mellyel a kapcsolata haláláig megmaradt.  1972-ben megvédte, vízgazdálkodás szaktudományból írt egyetemi doktori disszertációját. 1978-tól, mint főiskolai tanár vezette a főiskola Közmű-építési Tanszékét, majd a Mélyépítési Intézet igazgatóhelyetteseként dolgozott 1987-ig, mikor a Mélyépítési és Szervezési Intézet Közművesítési Szakcsoport vezetőjeként folytatta munkáját. Ezen idő alatt a főiskola angol nyelvű építőmérnök képzését szervezte meg és adta elő a vízi közművekkel foglalkozó tantárgyakat. Folytatta a Tudományos Diákköri konzulensi munkáját. 1987-ben vezetésével indult meg a  főiskola "Környezetgazdálkodási Szakmérnök" képzése. 2001-ben oktatási főigazgató-helyettesi megbízást kapott, és fő feladatát a közben Szent István Egyetem Karává integrálódott Ybl Miklós Építéstudományi Kar kreditrendszerű oktatásának megszervezése, valamint kísérleti működtetése képezte. 2003-tól a Kar, Közmű - és Mélyépítési Tanszék, a Közművesítési tanszéki csoport vezetője volt. Élete végéig kötődött az egyetemhez, mint professzor emerita. Férjével, Dr. Dulovics Dezsővel, annak 2016-ban bekövetkezett haláláig, együtt művelték a szakterületüket, oktattak, terveztek, szakértéseket készítettek, kutattak, publikáltak, tanulmányutakra mentek. Élete utolsó napjáig fáradhatatlanul oktatott.
Tanítványaihoz nagyon közel állt, figyelemmel kísérte  szakmái munkájukat,  előrehaladásukat eredményeiket, sikereiket és esetleges kudarcaikat, mely utóbbiak feldolgozását, korrekcióját kollégaként igyekezett segíteni.
Számos jegyzet, tankönyv, publikáció fűződik  nevéhez, szerzőként, társszerzőként. Élete utolsó napjáig fáradhatatlanul oktatott, részt vett a különböző szakmai szervezetek munkájában, főszerkesztője volt a szövetség periodikájának, a HÍRCSATORNÁNAK.

## Díjai
Több szakmai kitüntetést és elismerést kapott tudományos és oktató munkájáért:
- Az Oktatásügy Kiváló Dolgozója
- az Építésügy Kiváló Dolgozója
- Pro Aqua díj
- Ybl-emlékplakett
- az MHT tiszteleti tagsága
- Bogdánfy Ödön-díj
- Magyar Köztársasági Ezüst Érdemkereszt
- Zielinski-díj
- Szent István Egyetemi Babérkoszorú Arany Fokozata
- MMK Környezetvédelmi Műszaki Felsőoktatásért
- Vásárhelyi Pál-díj
- 2018-ban, életművének elismeréseként elnyerte a vízügyi ágazat legrangosabb kitüntetését, a Reitter Ferenc-díjat.